# René Burri

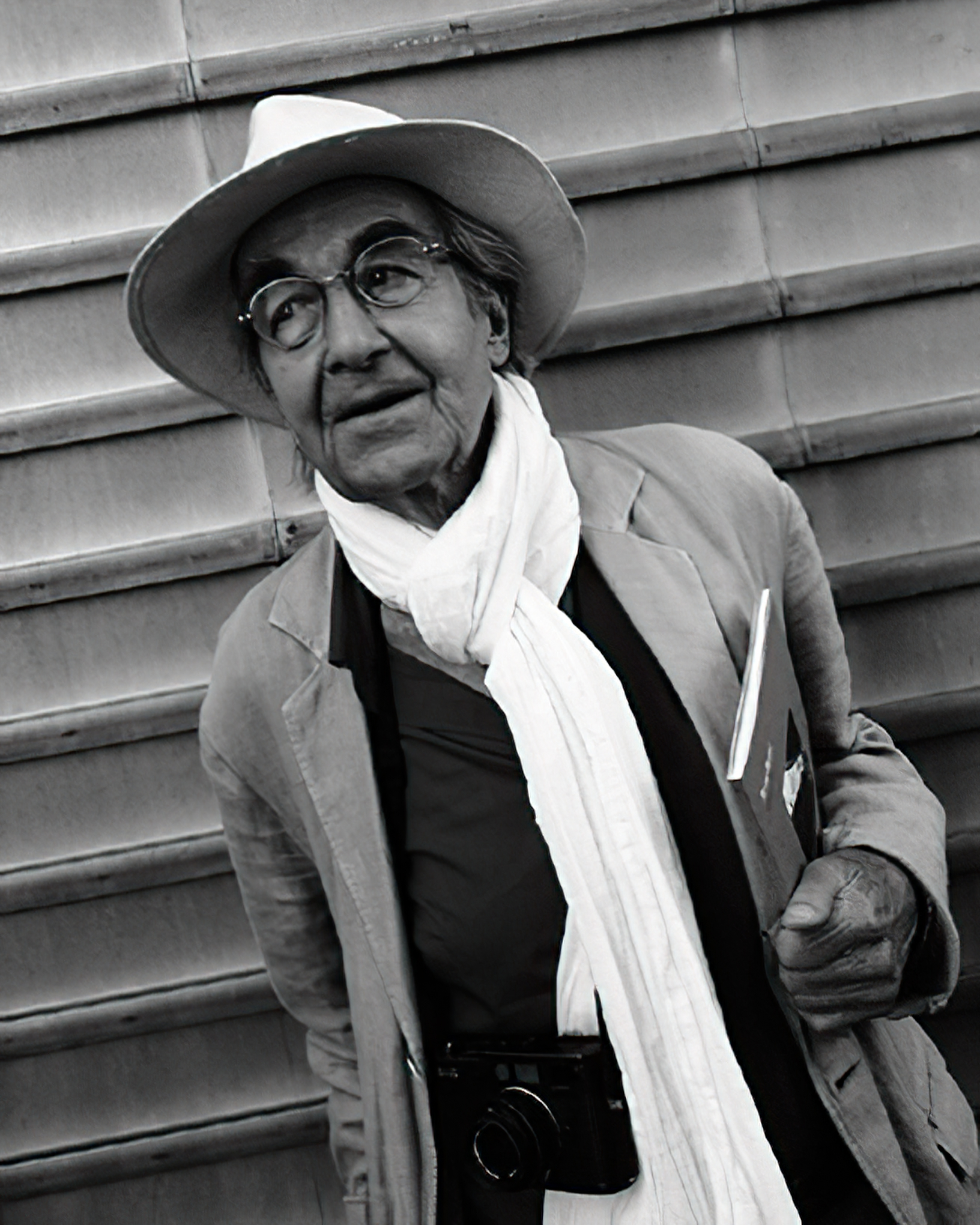
René Burri in 2010

René Burri (Zürich, 9 april 1933 – aldaar, 20 oktober 2014) was een Zwitsers fotograaf die vooral bekend werd door zijn portret van Che Guevara.

## Biografie
Burri maakte foto's voor onder andere LIFE, The New York Times en Paris Match. In 1963 trouwde hij met Rosellina Burri-Bischof.

## Onderscheidingen
- 1998 - Dr. Erich Salomon-prijs van de Deutsche Gesellschaft für Photographie (Duitsland).
- 1999 - Cultuurprijs van het kanton Zurich.
- 2006 - Honorary Fellowship van de Royal Photographic Society (Verenigd Koninkrijk).